# L'amore ritorna
L'amore ritorna è un film del 2004 diretto da Sergio Rubini.

## Trama
Luca è un famoso attore, sta recitando in un film nel quale è protagonista e ha anche in cantiere la realizzazione di uno come regista. Un giorno ha un malore, gli si rompe un'arteria polmonare e inizia a sputare sangue, viene ricoverato in ospedale e quindi vengono sospese le riprese del film. Luca è terrorizzato non solo dalla malattia ma anche dalle ripercussioni che questa potrebbe avere sulla sua carriera.
L'attore, abituato a stare sotto i riflettori, si trasforma in spettatore. Durante la degenza vengono a fargli visita le sue persone più care. La moglie Silvia, che Luca ha lasciato anni prima e che ora si è rifatta una nuova vita con un altro compagno. Il vecchio amico Giacomo, che gli rimane a fianco. Suo padre, che pensava di andarlo a trovare sul set e invece lo trova in un letto d'ospedale. Lena, la sua giovane compagna anche lei attrice. Inoltre è sempre aiutato dal suo assistente Picchio, segretamente innamorato di lui. Intanto Stefano, il regista, prende il posto di Luca e porta a termine la realizzazione del film.
Il professor Mangiacarne decide che Luca necessita di essere operato, gli brucia un pezzo di polmone praticandogli un'arteriografia, Giacomo, anch'egli medico, invece pensa che il suo amico abbia una rara sindrome e che non debba essere operato. Un giorno la madre di Luca scopre della sua malattia per caso leggendo una rivista e decide di recarsi da lui a Milano. Del caso di Luca inizia ad occuparsene il dottor Bianco, un luminare, che ha intenzione di trasferirlo in elicottero a Roma. Il dottor Bianco scopre che la situazione è meno grave di quanto si pensasse, per far rimarginare la ferita gli fanno un lavaggio polmonare.
Luca è guarito. Lena lo lascia e va a lavorare ad un altro film di successo. Silvia si sposa e diventa madre. Luca poi non realizzerà il film a cui inizialmente stava pensando ma ne farà uno su quello che gli è successo.

## Produzione
Il film è stato girato tra Milano, Roma e alcuni comuni della provincia di Bari (in particolare Binetto, Bitonto, Cassano delle Murge, Grumo Appula e Palo del Colle).
Le riprese sono iniziate il 19 agosto 2003.

## Riconoscimenti
- 2005 - David di Donatello
  - Candidatura Migliore attrice non protagonista a Giovanna Mezzogiorno
  - Candidatura Migliori effetti speciali visivi a Proxima
- 2005 - Nastro d'argento
  - Migliore attrice non protagonista a Giovanna Mezzogiorno
  - Candidatura Migliore soggetto a Sergio Rubini e Domenico Starnone
  - Candidatura Migliore attore protagonista a Fabrizio Bentivoglio
- 2004 - Premio Gianni Di Venanzo
  - Miglior fotografia italiana a Paolo Carnera
- Ciak d'oro
  - 2004 - Migliore attore non protagonista per Sergio Rubini[1]